# NGC 5248
NGC 5248 (również PGC 48130 lub UGC 8616) – galaktyka spiralna z poprzeczką (SBbc), znajdująca się w gwiazdozbiorze Wolarza. Została odkryta 15 kwietnia 1784 roku przez Williama Herschela. Znajduje się w odległości około 42 milionów lat świetlnych od Ziemi.

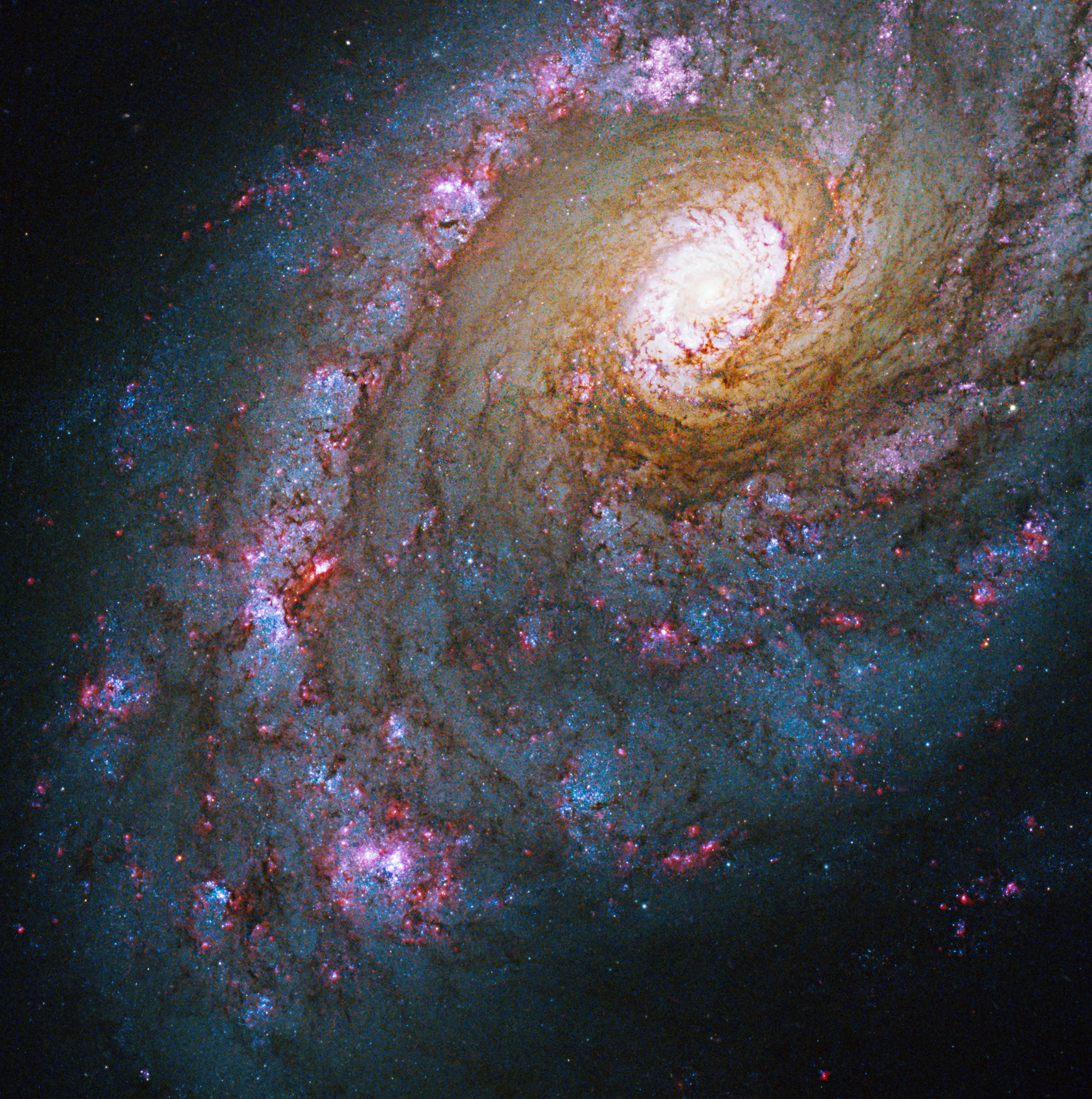
Zbliżenie galaktyki (Kosmiczny Teleskop Hubble’a)